# Embraer

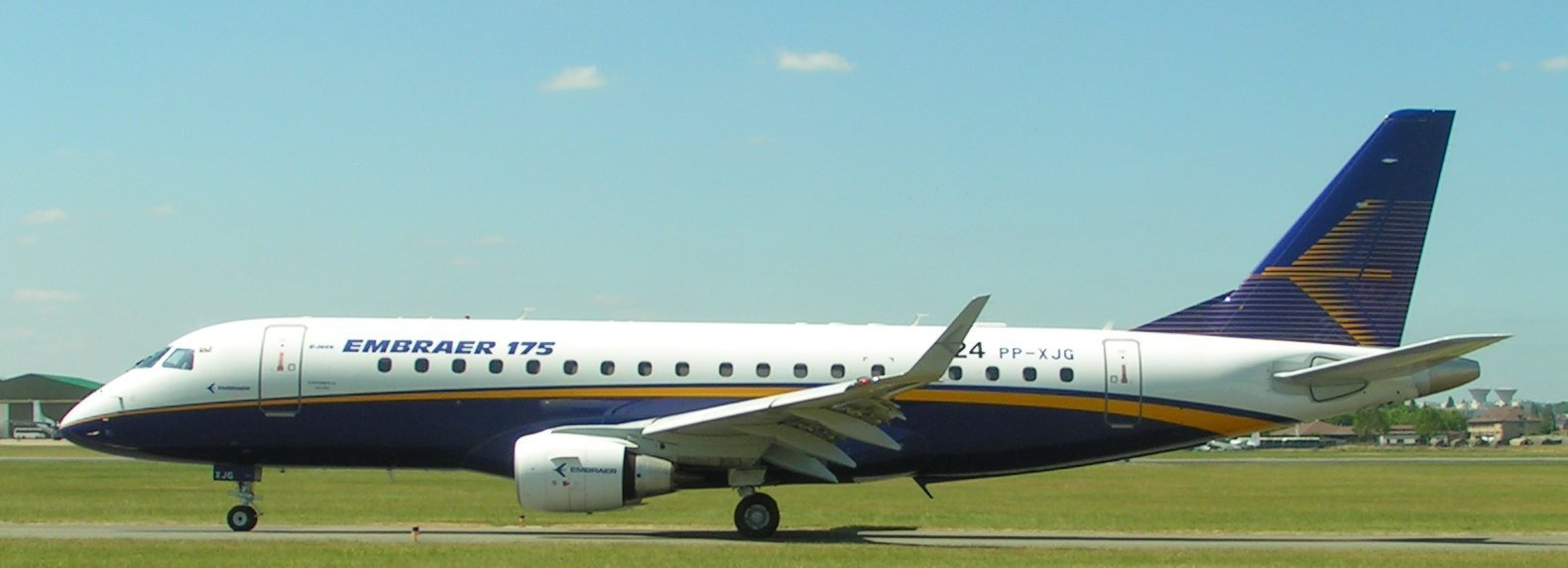
Egy Embraer 175-ös repülőgép.

Az Empresa Brasileira de Aeronáutica S.A., röviden Embraer, egy Brazíliában bejegyzett repülőgépgyártó vállalat, amely iparágában a munkaerő alapján a negyedik legnagyobb (a Boeing, az Airbus és a Bombardier után), az egy év alatt gyártott repülőgépek száma alapján pedig a harmadik a világon (a Boeing és az Airbus után). A cég civil, katonai és vállalati repülőgépeket egyaránt gyárt.

## Repülőgéptípusaik

### Saját fejlesztésűek

#### Polgári piacra
- EMB 100 - Csak az első 3 prototípus
- Embraer EMB 110 Bandeirante
- Embraer EMB 120 Brasilia
- Embraer EMB 121 Xingu
- Embraer/FMA CBA 123 Vector
- Embraer ERJ család:
  - Embraer ERJ 135
  - Embraer ERJ 140
  - Embraer ERJ 145
  - Embraer ERJ 145XR
- Embraer E-Jets:
  - Embraer E170
  - Embraer E175
  - Embraer E190
  - Embraer E195
- Embraer E-Jets E2:
  - Embraer E175–E2
  - Embraer E190–E2
  - Embraer E195–E2

##### Üzleti magánrepülőgépek
- Embraer Phenom 100
- Embraer Phenom 300
- Embraer Legacy 450
- Embraer Legacy 500
- Embraer Legacy 600
- Embraer Legacy 650
- Embraer Lineage 1000

#### Katonai piacra
- Embraer EMB 312 Tucano
- Embraer EMB 314 Super Tucano
- AMX International AMX
- Embraer ERJ 145-katonai család:
  - Embraer 145 AEW&C, azaz Embraer E–99
  - Embraer 145 RS/AGS (Remote-Sensing Air-to-Ground System), azaz Embraer R–99
  - Embraer P–99
- Embraer KC–390

#### Társfejlesztésben
- Embraer Phenom 100
- Embraer Phenom 300
- Embraer Legacy 450
- Embraer Legacy 500
- Embraer Legacy 600
- Embraer Legacy 650
- Embraer Lineage 1000

#### Mezőgazdasági célra
- Embraer EMB 202 Ipanema
- Embraer EMB 203 Ipanema

#### Kísérleti célra
- Embraer MFT-LF

### Licencben gyártottak

#### Katonai célra
- Embraer EMB 326GB Xavante (Aermacchi MB–326)

#### Általános célra
- Embraer EMB 712 Tupi (Piper PA–32 Cherokee)
- Embraer EMB 810D Seneca (Piper PA–34 Seneca)
- Embraer EMB 820C Navajo (Piper PA–31 Navajo)